# Ключ 63
| 戶                     | 戶                | 戶                |
| ---------------------- | ----------------- | ----------------- |
| 62                     | 63                | 64                |
| Піньінь:               | hù                | hù                |
| Чжуїнь:                | ㄏㄨˋ             | ㄏㄨˋ             |
| Вейд-Джайлз:           | hu4               | hu4               |
| Ютпхін:                | wu6               | wu6               |
| Он:                    |                   |                   |
| Кун:                   |                   |                   |
| Кандзі:                | 扉の戸 tobiranoto | 扉の戸 tobiranoto |
| Хун:                   | 지게 jige         | 지게 jige         |
| Им:                    | 호 ho             | 호 ho             |
| Індекс у Вікісловнику: | 戶                | 戶                |

Ключ 63 — ієрогліфічний ключ, що означає двері або будинок і є одним із 34 (загалом існує 214) ключів Кансі, що складаються з чотирьох рисок.
У Словнику Кансі 44 символи із 40 030 використовують цей ключ.

## Символи, що використовують ключ 63

Як писати ієрогліф.

| без додаткових | 戶 户 戸    |
| 1 додаткова    | 戹          |
| 3 додаткові    | 戺 戻 戼    |
| 4 додаткові    | 戽 戾 房 所 |
| 5 додаткових   | 扁 扂 扃    |
| 6 додаткових   | 扄 扅 扆 扇 |
| 7 додаткових   | 扈          |
| 8 додаткових   | 扉 扊       |